# Christian Dior (dom mody)

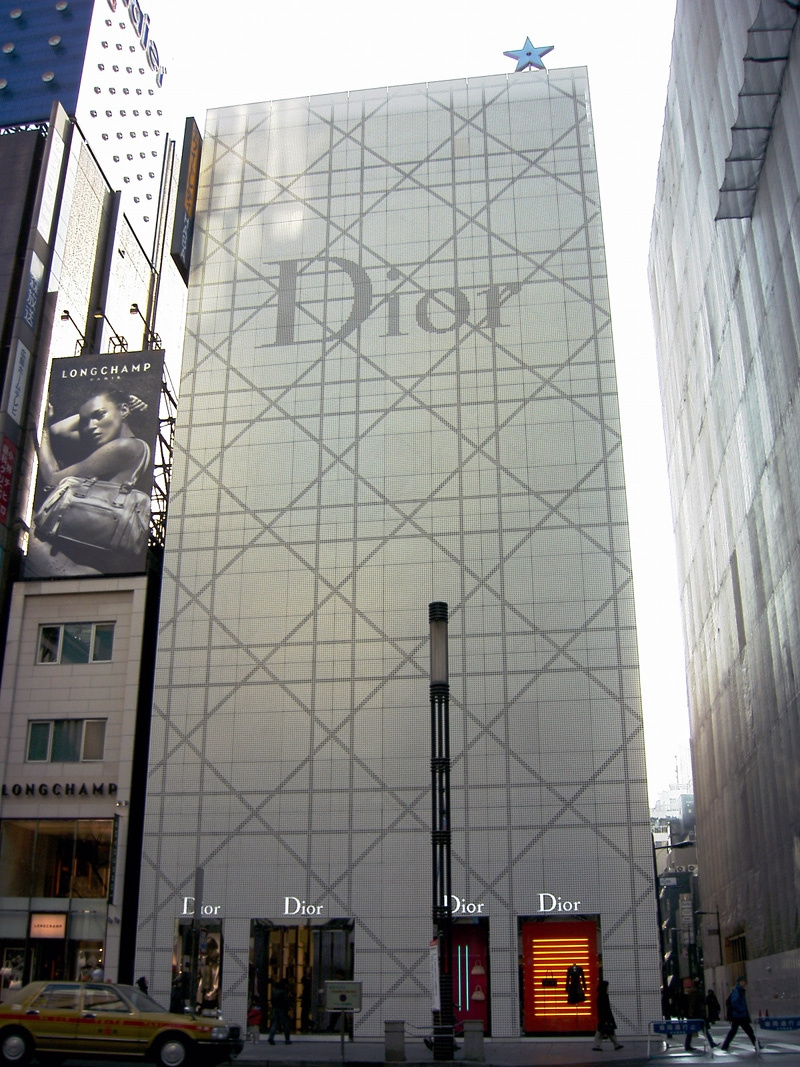
Butik Dior w Tokio

Christian Dior SA znany również jako Dior – francuski dom mody, założony przez Christiana Diora w 1946 roku we Francji. Przedsiębiorstwo posiada ponad 160 butików na całym świecie. Dior oprócz ubrań posiada również linie kosmetyków. Główna siedziba firmy mieści się w Paryżu. Marka kojarzona jest głównie z produktami damskimi jednak firma oferuje także kolekcje ubrań i kosmetyków dla mężczyzn w ramach oddziału Dior Homme oraz ubrania dla dzieci markowane linią Baby Dior.
Jednym z modeli domu mody Dior jest japoński siatkarz Ran Takahashi.

## Historia
Pierwszy dom mody Diora został założony w 1946 roku przy 30 Avenue Montaigne w Paryżu. Jednak za początek marki uważa się 1947. Dior był wspierany finansowo przez znamienitego biznesmena Marcela Boussaca. Dom mody Diora stał się integralną częścią jego przedsiębiorstwa tekstylnego. Spółka była głównie zależna od Boussac Saint-Freres S.A., jednak Christian Dior miał prawa do członkostwa w radzie, udziałów w firmie i jednej trzeciej zysku.
W 1957 roku umiera twórca marki i jej dyrektor kreatywny - Christian Dior. Wśród jego następców znajdują się Yves Saint Laurent, Gianfranco Ferré i John Galliano.
W 1984 roku Bernard Arnault kupił za 15 mln dol. bankrutującą grupę tekstylną Boussac Saint-Freres, do której należała marka Christian Dior. Od 1 lutego 2023 roku dyrektorką marki Dior jest córka Arnaulta - Delphine.
W 2024 roku firma Dior znalazła się w centrum skandalu dotyczącego praktyk pracowniczych we Włoszech.

## Dyrektorzy kreatywni
- Christian Dior 1946–1957[10]

- Yves Saint Laurent 1957–1960[10]

- Marc Bohan 1960–1989[10]
- Gianfranco Ferré 1989–1997[10]
- John Galliano 1997–2011[10]
- Bill Gaytten 2011–2012[10]
- Raf Simons 2012–2015[10]
- Maria Grazia Chiuri(inne języki) (kobiety) 2016–
- Kim Jones (mężczyzni) 2018–